# Resurrezione di Drusiana
La Resurrezione di Drusiana è uno stucco policromo di Donatello che decora uno dei medaglioni sui pennacchi che reggono la cupola della Sagrestia Vecchia nella basilica di San Lorenzo a Firenze. Misura 215 cm di diametro e risale al 1428-1443. Vari studiosi hanno proposto datazioni entro intervalli più brevi, ma non c'è accordo al riguardo.

## Storia
La Sagrestia di Brunelleschi, commissionata da Giovanni di Bicci de' Medici, venne realizzata tra il 1421 e il 1428. Un primo contatto con Donatello dovette risalire già al 1428, quando iniziò a fornire i primi rilievi, tra cui, forse, proprio i tondi delle Storie di San Giovanni evangelista. Nel 1434, dopo la morte di Giovanni e il rientro di Donatello da Roma, Cosimo de' Medici affidò allo scultore il compito di completare la decorazione di quella che era già diventata la cappella funebre della famiglia Medici. Donatello vi lavorò a più riprese, vista anche la mole del lavoro che prevedeva otto medaglioni monumentali, due lunette-soprapporte e due porte bronzee. I lavori erano tutti conclusi alla partenza per Padova dell'artista (1443).
Brunelleschi non fu contento dei lavori di Donatello alla sua Sagrestia: essi andavano a intaccare quell'essenzialità decorativa di cui si faceva promotore, inoltre non aveva gradito che non fosse stato interpellato nemmeno per un parere: fu la fine dell'amicizia e della collaborazione tra i due geni del primo Rinascimento.

## Descrizione e stile

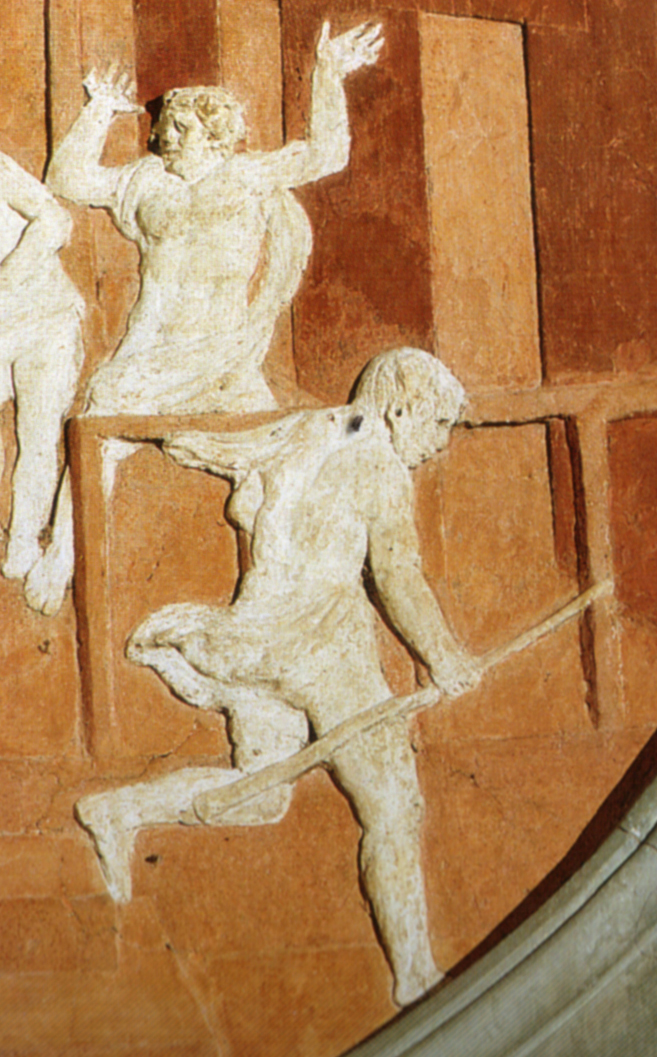
Dettaglio

I quattro medaglioni dei pennacchi rappresentavano scene della vita di san Giovanni evangelista, al quale era dedicata la cappella essendo il patrono del primo committente, Giovanni di Bicci. Si tratta della prima grande commissione documentata da parte dei Medici per lo scultore, nonché della sua prima prova conosciuta su un ciclo composto da più scene.
La scena della Resurrezione di Drusiana è la prima del ciclo. Tra le numerose resurrezioni attribuite a san Giovanni era quella rappresentata con più frequenza, perché testimoniava il premio a cui portava la fedele devozione della donna. I colori usati sono il bianco, il rosso mattone, l'azzurro e le loro sfumature, oltre a alcuni dettagli in nero e in oro (come le aureole).
La Resurrezione, come gli altri medaglioni, è ottimizzata per una visione trasversale dal basso, secondo il punto di vista naturale dello spettatore (infatti si vedono chiaramente i sottarchi). La scena è perfettamente centrata con una ricca architettura simmetrica attorno all'azione principale, costruita secondo le regole della prospettiva lineare a unico punto di fuga centrale. La presenza del grande arco in alto asseconda la forma del medaglione, dando un effetto di grande armonia, che risponde più agli ideali del De re aedificatoria che ad architetture reali. Le figure sono disposte con naturalezza in più punti della scena. Al centro si vede Giovanni che ha appena resuscitato Drusiana, una donna che tanto desiderava vedere il santo, ma che era morta per cause naturali proprio il giorno di arrivo di Giovanni nella sua città di Efeso. La sua figura, col mantello nero, fa da fulcro all'intera scena e ne permette un'individuazione immediata. Essa si solleva dal catafalco con le mani giunte per il miracolo, mentre gli astanti se la danno a gambe levate per la paura: uno di essi è in primo piano ed ha appena sceso i gradini che portano all'atrio coperto dove si svolgono i fatti (due uomini si voltano per guardarlo). Ma non tutti scappano, anzi alcuni curiosi si stanno avvicinando alla scena, mentre alcuni fedeli si sono gettati in ginocchio ai piedi del santo.
L'opera è curata nei minimi dettagli, come la presenza di una piattabanda in prospettiva su un'apertura a destra.